# Abram Michailowitsch Lufer
Abram Michailowitsch Lufer (russisch Абрам Михайлович Луфер, ukrainisch Абрам Михайлович Луфер Abram Mychajlowytsch Lufer; * 12. Augustjul. / 25. August 1905greg. in Kiew, Russisches Kaiserreich; † 13. Juli 1948 in Kiew, Ukrainische SSR) war ein ukrainischer Pianist.

## Leben
Abram Lufer begann seine musikalische Ausbildung an der Musikschule in Kiew bei Professor Grigori Beklemischew und schloss sein Studium 1925 ab. Anschließend schrieb er sich am Lyssenko-Musikinstitut in Kiew ein. Dort schloss er 1928 sein Studium mit Auszeichnung ab. Anschließend begann er selbst an diesem Institut Klavier zu unterrichten. Ab 1929 war er Leiter der Klavierabteilung.
Neben seiner Lehrtätigkeit arbeitete Lufer ab 1929 an einer Bühnenkarriere in der Ukraine. 1930 erhielt er den 1. Preis beim Allukrainischen Klavierwettbewerb in Charkow. Zwei Jahre später (1932) feierte er beim Internationalen Chopin-Wettbewerb in Warschau den 4. Preis. Er gewann diesen Preis als Ergebnis eines punktemäßigen Unentschiedens. Er hatte die gleiche Punktzahl wie der drittplatzierte Bolesław Kon erreicht. Er „verlor“ in einer Losentscheidung und wurde damit als vierter Preisträger gewertet. Die Wettbewerbsregeln erlaubten damals keinen geteilten dritten Platz.
Im Mittelpunkt von Lufers Repertoire standen die großen Romantiker  Robert Schumann, Franz Liszt, Frédéric Chopin. Er setzte sich auch für die Werke moderner Komponisten ein, insbesondere ukrainischer Zeitgenossen wie Wiktor Kossenko, Borys Ljatoschynskyj und Lewko Rewuzkyj.
Im Jahr 1934 wurde Lufer mit der Reform der Musikausbildung in Kiew betraut. Innerhalb dieser wurden mehrere musikalische Bildungseinrichtungen in das Konservatorium integriert. Ein Jahr später erhielt er den Titel eines Konservatorium-Professors. Zwischen 1941 und 1944 war er Direktor des Konservatoriums in Swerdlowsk und Direktor der Abteilung für Klavier.
Nach dem Krieg kehrte Lufer nach Kiew zurück, wo er Direktor des Konservatoriums wurde. Diese Position hatte er bis zu seinem Tod im Jahr 1948 inne. Neben seinen Positionen an verschiedenen Musikschulen war er von 1930 bis 1941 und 1944 bis 1946 Solist bei der Kiewer Philharmonie und bei Radio Kiew. Er wurde auf dem Baikowe-Friedhof in Kiew beerdigt.
Eine von Lufers zahlreichen Schülern war Tatjana Iossifowna Goldfarb, Preisträgerin des Chopin-Wettbewerbs von 1937.

## Ehrungen
- Leninorden[1]